# Station Bogny-sur-Meuse
Station Bogny-sur-Meuse is een spoorwegstation in de Franse gemeente Bogny-sur-Meuse.
| Serie      | Treinsoort | Route                                                  | Bijzonderheden |
| ---------- | ---------- | ------------------------------------------------------ | -------------- |
| TER 838800 | TER (SNCF) | Charleville-Mézières – Bogny-sur-Meuse – Revin – Givet |                |